# Brave Yester Days
Brave Yester Days è la prima raccolta del gruppo musicale svedese Katatonia, pubblicato il 28 aprile 2004 dalla Avantgarde Music.

## Descrizione
Suddivisa in due CD, la raccolta contiene tutti i brani apparsi sugli EP distribuiti dal gruppo tra il 1992 e il 1997, oltre a una selezione di brani tratti dai primi due album Dance of December Souls e Brave Murder Day e i brani Black Erotica e Love of the Swan, originariamente contenuti nella raccolta W.A.R. Compilation - Volume One edita da Wrong Again Records.

## Tracce
CD 1
- Jhva Elohim Meth

1. Midwinter Gates (Prologue) – 0:44
2. Without God – 6:54
3. Palace of Frost – 3:40
4. The Northern Silence – 3:59
5. Crimson Tears (Epilogue) – 1:49

- Dance of December Souls

1. Gateways of Bereavement – 8:12
2. Velvet Thorns (of Drynwhyl) – 13:55

- War Compilation Volume One

1. Black Erotica – 9:08
2. Love of the Swan – 6:53

- For Funerals to Come

1. Funeral Wedding – 8:41
2. Shades of Emerald Fields – 5:22
3. For Funerals to Come – 2:47
4. Epistel – 1:13

CD 2
- Brave Murder Day

1. Murder – 4:54
2. Rainroom – 6:30

- Sounds of Decay

1. Nowhere – 6:07
2. At Last – 6:10
3. Inside The Fall – 6:13
4. Untrue – 2:34

- Saw You Drown

1. Nerve – 4:29
2. Saw You Drown – 5:01
3. Quiet World – 4:37
4. Scarlet Heavens – 10:24

## Formazione
- Jonas Renkse – voce, chitarra
- Anders Nyström – chitarra, tastiera
- Fredrik Norrman – chitarra
- Daniel Liljekvist – batteria
- Mattias Norrman – basso